# Ben Caudron
Ben Caudron (1965) is een Belgisch socioloog en docent aan de Erasmushogeschool Brussel. Daarnaast schrijft hij regelmatig columns en essays over de relatie tussen technologie en samenleving. Zijn columns verschenen in MO*, Apache en Apache /Magazine, De Standaard, De Morgen, De Tijd en Data News.

## Biografie
In 1990 werd Caudron licentiaat in de sociologie aan de Rijksuniversiteit Gent met een verhandeling over het werk van Frank Zappa. Na zijn studies werkte hij als universitair onderzoeker mee aan verschillende publicaties. Vanaf 1993 richtte hij zijn onderzoek specifiek op nieuwe media en lanceerde het eerste Belgische webdienstenbedrijf. In 1995 verliet hij de universiteit, werd mede-oprichter van een aantal nieuwe-mediabedrijven en begon columns en te publiceren over de wijze waarop mensen en technologie elkaar beïnvloeden.
In 2012 publiceerde Caudron het boek Niet leuk? Mijmeringen over nieuwe media, mensen en macht met negen essays over mens, technologie en macht waarin hij zich voor het eerst liet kennen als een criticus van Big Tech, het technologisch determinisme en het heersend technologisch discours.
Met die kritiek gaat Caudron vaak in tegen gangbare opvattingen, die hij een gebrek aan inzicht in de politieke economie van Silicon Valley verwijt. Zo weigerde hij mee te gaan in de verhalen over nepnieuws, of het Cambridge Analytica-schandaal. In zijn analyses over de ontwikkeling van nieuwe technologie, censuur, privacy schemeren van de mediakritieken van de Amerikaanse filosoof Noam Chomsky en de Franse socioloog Pierre Bourdieu door. Caudron geeft regelmatig toelichting op radio en televisie bij de technologische actualiteit in kranten en tijdschriften.
Sinds 2013 doceert Caudron sociologie, humane wetenschappen, onderzoek en communicatie aan de Erasmushogeschool Brussel.
- International Standard Name Identifier: 0000 0003 9535 9691
- Library of Congress Control Number: n2014016884
- Nederlandse Thesaurus van Auteursnamen: 345892232
- ORCID: 0000-0002-0623-8840
- Virtual International Authority File: 290058627
- WorldCat: E39PBJwtqygFBBdYWTGF87Vpyd